# NGC 6987
NGC 6987 é uma galáxia elíptica (E) localizada na direcção da constelação de Indus. Possui uma declinação de -48° 37' 48" e uma ascensão recta de 20 horas, 58 minutos e 10,4 segundos.
A galáxia NGC 6987 foi descoberta em 30 de Setembro de 1834 por John Herschel.